# Суптель, Иван Игнатьевич
Иван Игнатьевич Суптель (26 октября 1919 — 18 ноября 1975) — лейтенант Рабоче-крестьянской Красной Армии, участник Великой Отечественной войны, Герой Советского Союза (1943).

## Биография
Иван Суптель родился 26 октября 1919 года в селе Зубково (ныне — Краснозёрский район Новосибирской области). С середины 20-х годов семья жила в Новосибирске, там он окончил пять классов школы. С 1937 года проживал в посёлке Глубокое Восточно-Казахстанской области Казахской ССР, работал там слесарем на Иртышском медеплавильном заводе.
В ноябре 1939 года был призван на службу в Рабоче-крестьянскую Красную Армию. С начала Великой Отечественной войны — на её фронтах, сражался в составе 371-го стрелкового полка 130-й стрелковой дивизии. В боях пять раз был ранен. В 1943 году окончил курсы младших лейтенантов.
К сентябрю 1943 года младший лейтенант Иван Суптель командовал стрелковой ротой 957-го стрелкового полка 309-й стрелковой дивизии 40-й армии Воронежского фронта. Отличился во время битвы за Днепр. В ночь с 23 на 24 сентября 1943 года рота Суптеля переправилась через Днепр в районе села Балыко-Щучинка Кагарлыкского района Киевской области Украинской ССР и приняла активное участие в боях за захват и удержание плацдарма на его западном берегу. В течение шести суток она отражала ожесточённые контратаки превосходящих сил противника, нередко переходившие в рукопашную. В тех боях Суптель был ранен, но продолжал сражаться.
Указом Президиума Верховного Совета СССР от 23 октября 1943 года за «образцовое выполнение боевых заданий командования на фронте борьбы с немецкими захватчиками и проявленные при этом отвагу и геройство» младшему лейтенанту Ивану Игнатьевичу Суптелю присвоено звание Героя Советского Союза с вручением ордена Ленина и медали «Золотая Звезда» за номером 4304.
22 ноября 1943 года лейтенант Иван Суптель вновь был тяжело ранен (пятое ранение). После излечения в августе 1944 года он был уволен из Красной Армии по инвалидности.
Проживал и работал в посёлке Калкаман Ермаковского района Павлодарской области Казахской ССР. В 1946 году вступил в ВКП(б). Работал на Иртышском полиметаллическом комбинате, на строительстве Бухтарминской ГЭС, с 1962 года работал сварщиком-арматурщиком на строительстве канала Иртыш – Караганда. С 1972 года работал пожарным в пожарной части посёлка Калкаман Павлодарской области.
Умер 18 ноября 1975 года, похоронен в Калкамане.
Был также награждён орденом Отечественной войны 1-й степени (19.10.1943) и рядом медалей.

## Память
- На центральной площади р.п. Краснозерское, на Аллее Славы на площади Победы в Павлодаре и в городе Аксу установлены бюсты Героя[3].
- На здании пожарной части посёлка Калкаман Павлодарской области установлена мемориальная доска в честь И. Суптеля (2020).
- Также мемориальная доска установлена на здании предприятия «Канал имени Сатпаева» в посёлке Шидерты (2019)[4].
- В честь И. И. Суптеля названы улицы в Калкамане и в городе Аксу[1][5].